# Nothing More (álbum)
Nothing More es el cuarto álbum de estudio de la banda estadounidense de metal alternativo Nothing More. El álbum se lanzó el 24 de junio de 2014 y es el primer álbum de Nothing More con el destacado sello de rock independiente Eleven Seven Music. Las canciones de Nothing More tratan con una variedad de temas, como la mezcla de religión, corporaciones, enfermedades mentales y capitalismo.

## Lanzamiento
El primer sencillo del álbum, "This is the Time (Ballast)" fue lanzado el 11 de marzo de 2014. Una grabación acústica se lanzó más tarde como un sencillo de manera independiente el 23 de septiembre. Se lanzó un video musical para el segundo sencillo del álbum, "Mr. MTV", el 21 de septiembre a través de las cuentas de YouTube y Vevo de la banda. Un video para el sencillo "Jenny" fue lanzado el 6 de abril de 2015. También se lanzó un cuarto sencillo: "Here to the Heartache".

## Lista de canciones
Todas las canciones escritas y compuestas por Nothing More, except noted tracks, written by Nothing More and additional writers. 
| Physical CD track list |                              |          |  |
| N.º                    | Título                       | Duración |  |
| 1.                     | «Ocean Floor»                | 0:58     |  |
| 2.                     | «This is the Time (Ballast)» | 3:40     |  |
| 3.                     | «Christ Copyright»           | 3:17     |  |
| 4.                     | «Mr. MTV»                    | 3:59     |  |
| 5.                     | «First Punch»                | 3:22     |  |
| 6.                     | «Gyre»                       | 2:57     |  |
| 7.                     | «The Matthew Effect»         | 3:16     |  |
| 8.                     | «I'll Be OK»                 | 4:46     |  |
| 9.                     | «Here's to the Heartache»    | 4:17     |  |
| 10.                    | «If I Were»                  | 3:32     |  |
| 11.                    | «Friendly Fire»              | 3:43     |  |
| 12.                    | «Sex & Lies»                 | 4:13     |  |
| 13.                    | «Jenny»                      | 3:56     |  |
| 14.                    | «God Went North»             | 6:09     |  |
| 15.                    | «Pyre»                       | 9:54     |  |

Bonus Tracks
| Japanese bonus track |                                                 |          |  |
| N.º                  | Título                                          | Duración |  |
| 16.                  | «This Is the Time (Ballast)» (acoustic version) | 4:41     |  |

Digital release
| Digital release |                              |          |  |
| N.º             | Título                       | Duración |  |
| 1.              | «Ocean Floor»                | 0:58     |  |
| 2.              | «This is the Time (Ballast)» | 3:40     |  |
| 3.              | «Christ Copyright»           | 3:17     |  |
| 4.              | «Mr. MTV»                    | 3:59     |  |
| 5.              | «First Punch»                | 3:22     |  |
| 6.              | «Gyre»                       | 2:57     |  |
| 7.              | «The Matthew Effect»         | 3:16     |  |
| 8.              | «I'll Be OK»                 | 4:46     |  |
| 9.              | «Here's to the Heartache»    | 4:17     |  |
| 10.             | «If I Were»                  | 3:32     |  |
| 11.             | «Friendly Fire»              | 3:43     |  |
| 12.             | «Sex & Lies»                 | 4:13     |  |
| 13.             | «Surface Flames»             | 2:21     |  |
| 14.             | «Take a Bullet»              | 3:56     |  |
| 15.             | «Jenny»                      | 3:56     |  |
| 16.             | «God Went North»             | 6:09     |  |
| 17.             | «Pyre»                       | 9:54     |  |

## Personal
- Jonny Hawkins - voces
- Mark Vollelunga - guitarra
- Daniel Oliver - Bajo, Sintetizador
- Paul O'Brien - batería, percusión